# Капустин, Николай Стратонович
Никола́й Страто́нович Капу́стин (20 января 1934, с. Белая Глина, Краснодарский край, СССР — 21 сентября 2016, Ростов-на-Дону, Россия) — советский и российский религиовед и философ, специалист в области философии религии и религиоведения; основоположник религиоведения на Юге России. Доктор философских наук, профессор. Один из авторов «Атеистического словаря».

## Биография
Родился 20 января 1934 года в селе Белая Глина Краснодарского края.
В 1957 году окончил философский факультет ЛГУ имени А. А. Жданова
С 1958 года работал ассистентом, старшим преподавателем, доцентом Марийского государственного педагогического института имени Н. К. Крупской, а затем доцентом Таганрогского радиотехнического института.
В 1965 году окончил аспирантуру философского факультета МГУ имени М. В. Ломоносова и там же защитил диссертацию на соискание учёной степени кандидата философских наук по теме «Пережитки древних верований и борьба с ними (На материалах Марийской АССР)».
В 1988 году в Ростовском государственном университете защитил диссертацию на соискание учёной степени доктора философских наук по теме «Особенности эволюции религии: философско-методологический анализ: (На материале древних верований и христианства)» (специальности 09.00.06 — научный атеизм; 09.00.01 — диалектический и исторический материализм)
В 1991 году присвоено учёное звание профессора.
В 1980—2015 годах преподавал на философском факультете Ростовского государственного университета/Южного федерального университета. Профессор и заведующий (1983—2006 годах) кафедрой философии религии факультета философии и культурологии Ростовского государственного университета, затем с 2006 года — профессор и заведующий кафедрой философии религии и религиоведения Южного федерального университета.
Профессор кафедры философии и истории отечества гуманитарного факультета Ростовского государственного университета путей сообщения
В 1993—2000 годах — председатель руководил диссертационным советом по защите кандидатских диссертаций по специальностям 09.00.06 (философия религии) и 09.00.03 (история философии). Член диссертационного совета по защитам докторских диссертаций по специальностям 09.00.13 (религиоведение, философская антропология, философия культуры) и 09.00.08 (философия науки и техники).
Вице-президент Ростовского регионального отделения общественной организации общества «Знание России».
Член экспертно-консультационного совета при полномочном представителе Президента Российской Федерации в Южном федеральном округе.
Автор более 100 научных трудов.

## Научные труды
- Капустин Н. С. Пережитки древних религиозных верований и борьба с ними. — Йошкар-Ола: Маркнигоиздат, 1968. — 60 с.
- Капустин Н. С. Особенности эволюции религии: (На материалах древних верований и христианства). — М.: Мысль, 1984. — 222 с.
- Агапов Е. П., Агапова Е. К., Акопов Г. В., Акопов Л. В., Алиева Н. З., Астапов С. Н., Атанасова Ш. И., Бажанов В. А., Бакулов В. Д., Белоконев Г. П., Волков Ю. Г., Геворкян А. В., Гишко В. И., Голоснов О. А., Деточенко Л. С., Драч Г. В., Ермоленко Т. Ф., Ерыгин А. Н., Захаров А. П., Золотухин В. Е., Золотухина-Аболина Е. В., Ильин Виктор Григорьевич, Казакова С. Ю., Капустин Н. С., Каталевский В. И., Кокин А. В., Коротец И. Д., Кривошеев Д. Н., Лешкевич Т. Г., Липкин А. И., Липовая Л. П., Любченко В. С., Майданский А. Д., Мареев С. Н., Мареева Е. В., Масалова С. И., Матяш Т. П., Минасян Л. А., Панфилова Э. А., Пендюрина Л. П., Пржиленский В. И., Резванов С. В., Рябова Л. В., Семмлер В., Склярова Е. А., Старостин А. М., Стешенко Н. И., Субботин А. И., Суховецкая Г. В., Тазаян А. Б., Тахтамышев В. Г., Черникова И. В., Черникова Д. В., Швец Л. Г., Шевченко М. В., Штомпель Л. А., Штомпель О. М., Щербакова Е. П. Философские проблемы социального, политического, экономического развития: реалии современности К 100-летию рождения А. М. Минасяна / Донское философское общество, Южный федеральный университет, Донской государственный технический университет, Ростовский государственный строительный университет, Ростовский технологический институт сервиса и туризма. — Ростов н/Д: Ростовский государственный университет сервиса и туризма, 2013. — 428 с. ISBN 978-5-91403-058-9

- Астапов С. Н., Бурлуцкий А. Н., Капустин Н. С. Философия религии. Учебное пособие для академического бакалавриата. — М.: Юрайт, 2016. — 131 с. ISBN 978-5-9916-8993-9
- Астапов С. Н., Бурлуцкий А. Н., Капустин Н. С. Философия религии. Учебное пособие для академического бакалавриата. — М.: Юрайт, 2017. — 131 с. ISBN 978-5-534-01150-0

- Капустин Н. С. Некоторые особенности религиозных пережитков в Марийской АССР и их преодоление // Вопросы истории, археологии и этнографии Марийской АССР. Йошкар-Ола: Марийское книжное издательство, 1964. — С. 37—58. — 264 с.
- Капустин Н. С. Этапы развития философии религии // Гуманитарные и социальные науки. 2009. № 6. С. 36—49.
- Васечко Е. Н., Капустин Н. С. Природа научных конвенций и специфика их функционирования в социально-гуманитарном познании // Философия права. 2013. № 4 (59). С. 85—89.
- Капустин Н. С., Васечко Е. Н. Консервативные и либеральные тенденции в православном богословии // Труды международной научно-практической конференции «Перспективы развития и эффективность функционирования транспортного комплекса Юга России» В 3 частях. Ростов-на-Дону, 20-21 ноября 2014 г. — Ростов н/Д: РГУПС. 2015. С. 179—180.
- Капустин Н. С. Столкновение интересов политических и религиозных систем как один из факторов, детерминирующих экстремизм (рецензия на монографию: Воронцов С. А. Взаимоотношения политических и религиозных систем: философско-правовой анализ. Ростов-на-Дону: Донское книжное издательство, 2013. 192 с.) // Наука и образование: хозяйство и экономика; предпринимательство; право и управление. 2015. № 2 (57). С. 112—115.